# تريزا هيلي
تريزا هيلي (بالإنجليزية: Theresa Healey)‏ هي ممثلة نيوزيلندية، ولدت في 1964 في نيوزيلندا.

## وصلات خارجية
- تريزا هيلي على موقع IMDb (الإنجليزية)
- تريزا هيلي على موقع قاعدة بيانات الفيلم (الإنجليزية)